# Max Gaede
Max Gaede, född den 29 november 1871 i Berlin, död den 27 oktober 1946 i Charlottenburg, Västberlin, var en tysk ingenjör och entomolog.
Gaede beskrev flera hundra nya fjärilsarter, främst afrikanska nattflyn. 1899 blev hand medlem i Internationaler Entomologischer Verein.
Han har fått ett flertal fjärilsarter uppkallade efter sig, bland andra Zekelita gaedei, Decachorda gaedei, Astyloneura gaedei , Eutelia gaedei, Zamarada gaedei, Hypocala gaedei, Ozarba gaedei, Athetis gaedei och Callyna gaedei.
Auktorsnamnet M.Gaede kan användas för Max Gaede i samband med ett vetenskapligt namn inom zoologin; se Wikipedia-artiklar som länkar till auktorsnamnet.